# Phymaspermum leptophyllum
Phymaspermum leptophyllum là một loài thực vật có hoa trong họ Cúc. Loài này được (DC.) Benth. & Hook. ex B.D.Jacks. miêu tả khoa học đầu tiên.